# 제82공수사단
제82공수사단(82nd Airborne Division)은 미국 육군의 공수사단이다. 1917년 3월 미국 조지아주 포트 고든에서 창설되었으며, 48개 주에서 사단 구성원이 모집되었기 때문에, 부대의 별명은 모든 미국인 부대(All-American 올 아메리칸[*])이다. 이것은 “AA” 로 약창되며 견장의 마크로 사용된다. 82 사단의 주요 인물로는 앨빈 요크 병장과 제임스 M. 가빈 장군이 있다.

## 역사

### 제1차 세계대전
1918년 4월에서 7월 사이에, 제82사단이 창설된 지 1년이 채 못되어 제1차 세계대전에 참전하여 프랑스에 배치되었다. 약 5개월 정도의 전투에서 제82사단은 3개의 주요한 작전에서 전투를 벌였고, 독일군을 물리치는 데 도움을 주었다.
- 제1차 세계대전 사상자(Casualties)

1. 1,298 전사
2. 6,248 전상

## 전투 서열
- 사단 본부 및 본부대대
  - 본부 및 본부중대
  - 작전 중대 (A중대)
  - 정보 및 지원 중대 (B중대)
  - 통신중대 (C중대)
  - 사단 군악대
  - 미육군 고등 공수학교
- 제1여단전투단
  - 여단 본부 및 본부 중대
  - 제73기병연대, 제3전대
  - 제504낙하산보병연대, 제1대대
  - 제504낙하산보병연대, 제2대대
  - 제501낙하산보병연대, 제2대대
  - 제319야전포병연대, 제3대대
  - 제127여단공병대대
  - 제307여단지원대대
- 제2여단전투단
  - 여단 본부 및 본부 중대
  - 제73기병연대, 제1전대
  - 제325공수보병연대, 제1대대
  - 제325공수보병연대, 제2대대
  - 제508낙하산보병연대, 제2대대
  - 제319야전포병연대, 제2대대
  - 제37여단공병대대
  - 제407여단지원대대
- 제3여단전투단
  - 여단 본부 및 본부 중대
  - 제73기병연대, 제5전대
  - 제505낙하산보병연대, 제1대대
  - 제505낙하산보병연대, 제2대대
  - 제508낙하산보병연대, 제3대대
  - 제319야전포병연대, 제1대대
  - 제307여단공병대대
  - 제82여단지원대대
- 제82공수사단 포병대
  - 본부 및 본부포대
- 제82전투항공여단
  - 본부 및 본부 중대

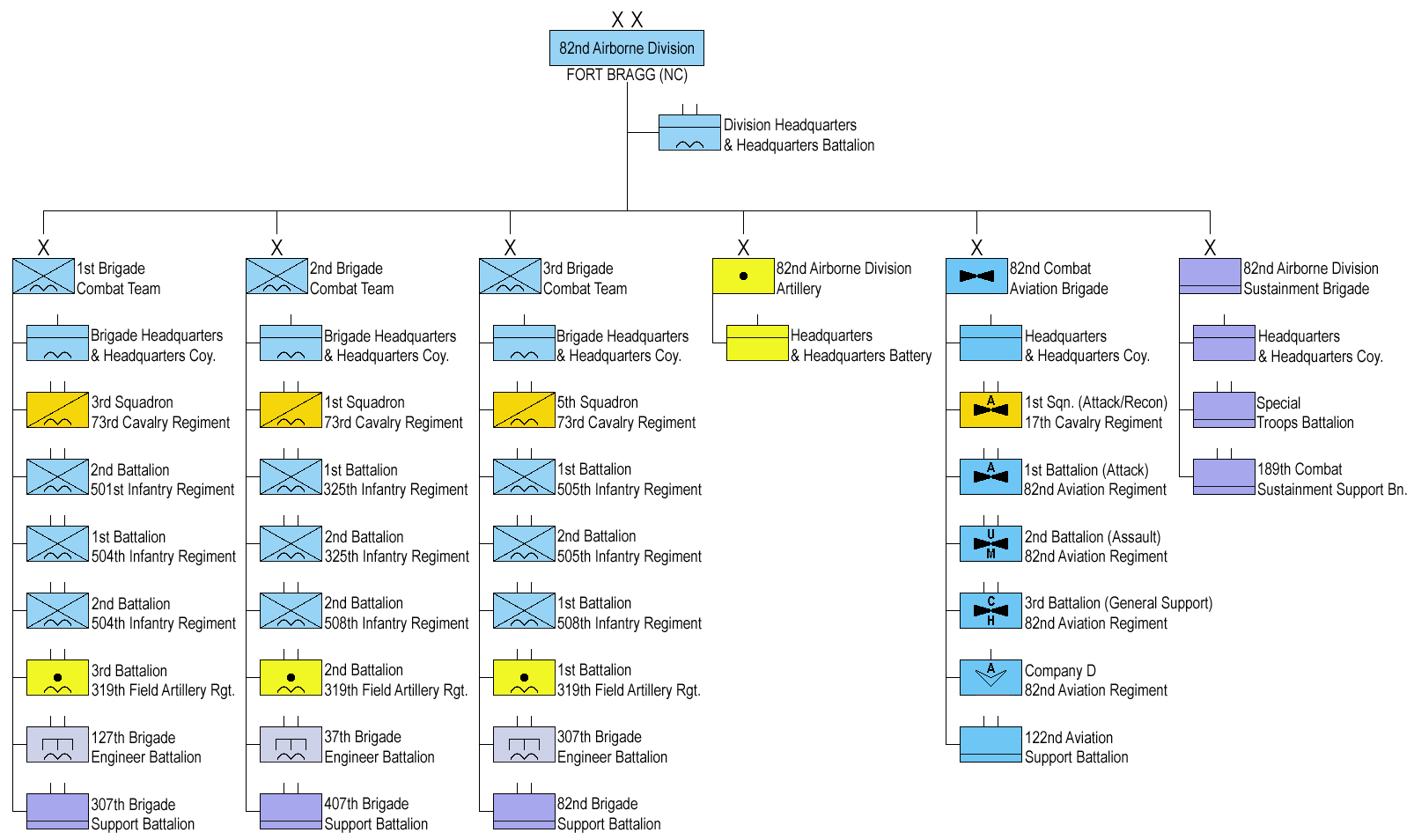
2014년 전투 서열

  - 제17기병연대, 제1전대 (정찰), OH-58D 카이오와 워리어
  - 제82항공연대, 제1대대 (공격), AH-64D 아파치 롱보우
  - 제82항공연대, 제2대대 (강습), UH-60M 블랙호크
  - 제82항공연대, 제3대대 (종합 지원)
  - 제122항공지원대대
- 제82지원여단[1]
  - 제82특수병력대대
  - 제189전투유지지원대대

## 같이 보기
- 마론 베레모
- 첨병
- 제101공수사단 (미국)

## 참조
1. ↑  “82nd Airborne Division Sustainment Brigade” (영어). 2015년 8월 31일에 원본 문서에서 보존된 문서. 2015년 8월 28일에 확인함.